# Moringaceae
Famille
Classification APG III (2009)
Les Moringacées sont une famille de plantes dicotylédones, comprenant un seul genre: Moringa. Ce genre comprend 13 espèces d'arbres poussant sous climat tropical ou subtropical.  
L'espèce la plus populaire est Moringa oleifera, un arbre multi-usages originaire d'Inde, cultivé sous les tropiques où il est souvent simplement appelé « Moringa ».

## Dénomination

### Étymologie
Le nom de famille vient du genre Moringa, qui viendrait du mot Tamoul,  « முருங்கை » ou « முருங்க » (mourungai ou mourunga).
Une étymologie venant du mot arabe « مرنج » mirnej, lui-même issu d'un mot sanskrit est également avancée.
Le nom botanique est cité dès 1578 par le naturaliste portugais Cristobal Acosta,.

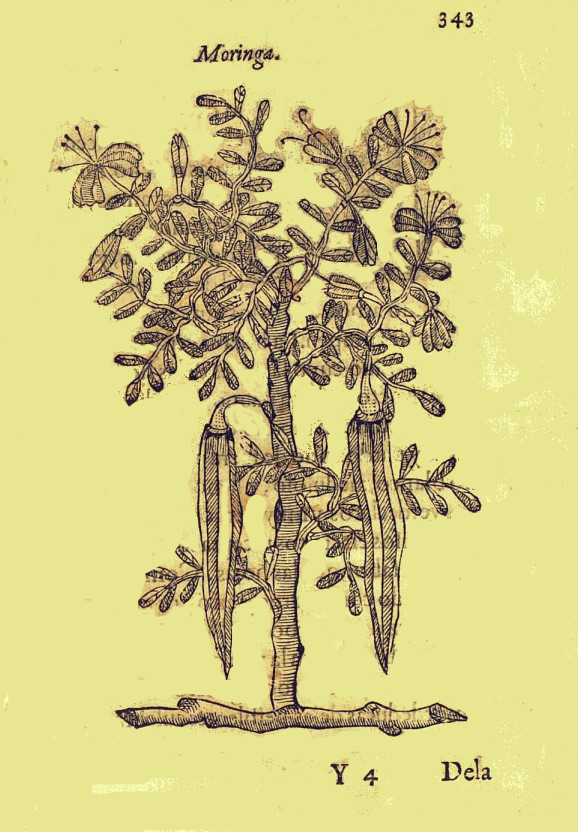
Moringa dessiné par Cristobal Acosta en 1578

### Noms vernaculaires
Dans le dictionnaire Littré on trouve la définition suivante : 

« Genre de plantes : le moringe ptérigosperme de Gaertner, qui était le moringe oléifère de Lamarck et la guilandine moringa de Linné ; le moringe aptère (Indes orientales) de Gaertner, nommé dans les officines been-album ou ben-album, c'est-à-dire been-blanc ou ben-blanc, mais qu'il ne faut pas confondre avec le behen blanc. »

En khmer, cet arbuste est appelé m'rum (orthographié ម្រុំ ou ម្រុម). Une plante très connue au Cambodge où les feuilles et fleurs sont accommodées dans les plats khmers tels que le kako (សម្លកកូរ) ou noum bâgn chhôk (នំបញ្ចុក). Durant les périodes de disette, certains connaisseurs ont pu mettre à profit leur expérience pour survivre grâce, entre autres, à cette plante, mais aussi aux liserons d'eau ou aux amarantes… (ផ្ទី).

## Classification
La classification classique de Cronquist (1981) situe cette famille dans l'ordre des Capparales .
La classification phylogénétique APG III (2009) la situe dans les Brassicales.

## Liste des genres
Selon Angiosperm Phylogeny Website (21 juin 2010), NCBI (21 juin 2010), DELTA Angio (21 juin 2010) et ITIS (21 juin 2010) :
- Moringa Adans.

## Liste des espèces
Selon NCBI (21 juin 2010) :
- genre Moringa
  - Moringa arborea
  - Moringa borziana
  - Moringa concanensis
  - Moringa drouhardii
  - Moringa hildebrandtii
  - Moringa longituba
  - Moringa oleifera
  - Moringa ovalifolia
  - Moringa peregrina
  - Moringa rivae
  - Moringa ruspoliana
  - Moringa stenopetala